# Deutscher-Quadball-Pokal 2025
Der Deutsche-Quadball-Pokal 2025 (DQP 2025) fand am 21. und 22. Juni 2025 in Jena im Sportzentrum Oberaue statt. Der Deutsche-Quadball-Pokal (DQP) ist das größte Quadball-Turnier Deutschlands und findet jährlich statt. In diesem Jahr spielten dabei 26 Teams aus ganz Deutschland um den Titel. Die Rheinos Bonn konnten den Titel durch ein 110:90* im Finale gegen die Braunschweig Broomicorns gewinnen.

## Platzierungen
Die Endplatzierung lautet wie folgt:
1. Rheinos Bonn
2. Braunschweig Broomicorns
3. Münster Marauders
4. Darmstadt Athenas
5. Heidelberger Hellhounds
6. SCC Berlin Blucaps Sky
7. Ruhr Phoenix
8. Augsburg Owls
9. Münchner Wolpertinger
10. Deluminators Dresden
11. SG St. Pauli Bröwicorns
12. Smoking Thestrals
13. Horkruxe Halle
14. TGB Frankfurt Manticores
15. Bielefelder Basilisken
16. Portkeys Bremen
17. Münchner Zwolpertinger
18. ZHS Zentauren
19. Black Forest Bowtruckles
20. SG Bonnthenas
21. Münster Moreauders
22. Thunderbirds Trier
23. Looping Lux Leipzig
24. Ottos Cyperkelpies
25. SSC Berlin Bluecaps Ocean
26. Düsseldorf Dinosaurs